# Перейменування
Перейменування — офіційна, юридична заміна власної назви певного об'єкта. Поняття «перейменування» — вужче за поняття «заміна назви». Останнє поряд з перейменуванням включає процеси табулювання, конкуренцію варіантних назв, що виникли на різних територіях чи в різних соціальних або етнічних групах населення тощо. Перейменування можливе серед усіх класів власних назв, крім теонімії, де наявні тільки сакральні варіанти заміни.
Однак найбільший суспільний інтерес викликає перейменування географічних об'єктів. Перейменовувати можуть найрізноманітніші географічні реалії — від держав (Родезія — Зімбабве) та річок (Яїк — Урал) до сіл (Чудин — з 18 ст. Чудей — з 1946 Межиріччя у Чернівецькій обл.) та вулиць (Французький бульвар — Пролетарський бульвар — і знову Французький бульвар в Одесі).
Перейменування здійснюються для запровадження назв, що вважаються в наш час[коли?] бажаними (Юзівка — з 1924 Сталіно), або ж, навпаки, для усунення назв, що розглядаються як небажані (Сталіно — з 1961 Донецьк). Обидві ці причини нерідко поєднуються, пор. Катеринослав — з 1926 Дніпропетровськ.
Після 1917 реалізація перейменування у СРСР була виразно надмірною (у сільській ойконімії України в 1946), що призвело до зникнення з офіційного вжитку назв, які є цінними пам'ятками історії народу. Так, в Одеській області перейменовано понад 400 поселень. Тому в суспільстві із здобуттям Україною незалежності гостро постало питання про повернення історичних назв. Зокрема, відновлено назви Маріуполь — Жданов), Луганськ — Ворошиловград) та ін. Лише за умов, коли старовинним географічним назвам буде надано статус історичних пам'яток, а нові назви присвоюватимуться тільки новим об'єктам, зберігатиметься пам'ять історії, закріплена у власних назвах, а перейменування стануть поодинокими винятками.